# ワナオトコ
『ワナオトコ』（The Collector）は、2009年のアメリカ合衆国のホラー映画。監督はマーカス・ダンスタン、出演はジョシュ・スチュワートなど。

## ストーリー
ある晩、老夫婦のラリーとジーナが帰宅すると自宅の電灯が点かず、2階には見覚えのない大きな箱が置かれていた。ジーナの制止を聞かずに箱を開けたラリーは、驚愕の表情を浮かべた直後に何者かに襲われる。
元泥棒のアーキン・オブライエンは今では内装業者として真面目に働いていた。しかし、妻のリサから「今日中に大金を返済できなければ逃げるしかない」と聞かされ、顧客であるチェイス家の金庫から金品を盗む事を決意する。
アーキンは暗闇に包まれた無人のチェイス家へ侵入し、仕事の合間に見当が付いていた2階の隠し金庫へと向かって開錠を始めるが、その最中に他の侵入者の足音が聞こえてきた。侵入者をやり過ごしたアーキンは一旦は勝手口まで引き上げるも、リサと娘のシンディのために金庫の前に戻って作業を再開しようとする。しかし、今度は換気口からチェイス家の主人であるマイケルの声が聞こえてきた。
アーキンがクローゼットに隠れようとしていると、傷だらけのマイケルが現れ、覚えのないことで罵倒を浴びせてくる。傍にあったゴルフクラブを手に取るマイケルだが、バッグから取り出した途端に仕掛けられた装置が作動、ワイヤーに足を絡め取られて吹き抜け部分の天井に逆さ吊りになり、間を置かずに落下したところを侵入者に引き摺られていく。
アーキンはチェイス家の異常事態を察知するが、電話の受話器に仕込まれた針で右耳を、窓に仕掛けられた剃刀の罠で右手を負傷してしまう。応急手当を施し、家中に仕掛けられた罠や侵入者を回避しながら移動していくものの、家からの脱出はおろか武器になりそうな物にまで罠が仕掛けられていた。やむを得ず入った地下室には椅子に拘束され拷問を受けた様子のマイケルがおり、その隣のバスタブには彼の妻ヴィクトリアが縛られていた。
拳銃が入っている隠し金庫の番号を教えられたアーキンは、猿轡を外したヴィクトリアの悲鳴で侵入者をおびき出した隙に2階に戻り、家のどこかに隠れているという次女のハンナを探し始めるが、移動できる範囲には見つからない。仕方なく拳銃の確保を優先するが、肝心の弾丸は侵入者に処分されていた。アーキンが周囲の様子を窺うと、クローゼットから物音が聞こえたため中にある大きな箱を開けたところ、中から出てきたのは傷だらけの老人ラリーだった。ラリーは侵入者を「必要なヤツを集め、要らないヤツを殺す“コレクター”だ」と言い、「生き残れるのは1人だけだ」と喚き始めた。
アーキンはラリーを箱に戻し再び移動を始めるが、開いている窓に釣られて入った部屋は床一面に粘着性の薬品が撒かれており、脱出のために靴を失ってしまう。肝心の窓はギロチンになっていて脱出はできなかったが、部屋にあったクリップを1つ持ち出し、ヴィクトリアを救出する。しかし、無残に殺されたマイケルの死体を見たヴィクトリアは気が動転し、走って地下室から出たところをコレクターに滅多刺しにされ、再び捕まってしまった。
身を隠していたアーキンは、ヴィクトリアの救出とハンナの捜索を断念し家から脱出しようとするが、タイミング悪くチェイス家の長女ジルが彼氏を連れて家に帰ってくる。それを察知したコレクターは勝手口の鍵を開け、ジルと彼氏は家の中へと入ってきた。2人は居間で性行為を始めるが、やがて現れたコレクターが彼氏を殺害し、警察に通報しようとしたジルも階段の手すりに縛り付けられる。アーキンは目覚まし時計でコレクターの注意をひいてジルを救出するが、疑心暗鬼になったジルは忠告を無視してアーキンから距離を取り、罠にかかって死んでしまう。
アーキンは2階に戻ってラリーの救出を試みるが、彼は自力で移動することができなかった。コレクターの接近を察知したアーキンは窓を割って単身で家から脱出するが、振り返った家の2階の窓には隠れる事をやめたハンナの姿が見える。ハンナに気付いたコレクターが彼女を追い詰めたところに、引き返してきたアーキンが背後に現れてコレクターを殴打し、2人はハンナの部屋へと逃げ込んだ。アーキンは洗濯物を落とす穴でハンナを1階へ逃がすが、自身は扉を破ったコレクターに襲われて気を失ってしまう。
アーキンが目を覚ますと両手が縛られ、手や背中には地下室の柱に括られた釣り針が刺さっていた。コレクターによるアーキンへの拷問が始まってしばらくすると、家の外には通報を不審に思った警官が1人で現れる。家の中を覗いた警官は死体に気付き本部に応援を要請するが、姿を現したコレクターに殺されてしまう。
その隙に傷付きながら拘束を解いたアーキンは、傍で隠れていたハンナと共に1階へ移動し、追ってきたコレクターを殴り飛ばして地下室に叩き落とすものの、すぐに脱出できそうにはない。アーキンは鏡を使ってコレクターを欺き、彼自身が仕掛けた罠を利用した足止めに成功すると、ハンナを抱えて家から脱出し、チェイス家に向かうパトカーの前に飛び出していく。
アーキンは保護されるハンナを見つめながら病院に搬送されるが、彼の乗った救急車はコレクターによって横転させられてしまう。コレクターは満身創痍のアーキンを車に積んだ箱に入れると、車に貼られた害虫駆除業者のロゴステッカーを剥がして移動を始めた。

## キャスト
※括弧内は日本語吹替声優。
アーキン・オブライエン
演 - ジョシュ・スチュワート（桐本琢也）
主人公。元泥棒の内装業者。妻であるリサの借金を返済するため、家族旅行で無人になるチェイス家の金庫を狙う。
マイケル・チェイス
演 - マイケル・ライリー・バーク
アーキンに仕事を依頼した男性。
ヴィクトリア・チェイス
演 - アンドレア・ロス（勝生真沙子）
マイケルの妻。
ジル・チェイス
演 - マデリーン・ジーマ
チェイス家の長女。家族旅行に反対し、1人で外出した。
ハンナ・チェイス
演 - カーレイ・スコット・コリンズ
チェイス家の次女。
リサ
演 - ダニエラ・アロンソ
アーキンの妻。高利貸しから借りた金が返済できず、アーキンに助けを求めた。
シンディ
演 - ヘイリー・プロス（〆野潤子）
アーキンの娘。
チャド
演 - アレックス・フェルドマン
ジルの彼氏。
ロイ
演 - ロバート・ウィズダム
アーキンが刑務所で世話になった男。盗品の換金を請け負う。
“コレクター”
演 - ファン・フェルナンデス
覆面の男。狙いをつけた家に罠を仕掛けて住人を襲う。
ラリー・ウォートン
演 - ウィリアム・プラエル
コレクターの被害者。箱に入れられた状態でチェイス家に運び込まれる。
ジーナ・ウォートン
演 - ダイアン・アヤラ・ゴールドナー
コレクターの被害者。